# コムシスモバイル
コムシスモバイル株式会社は、コムシスグループの移動体通信工事を担う企業。2012年10月1日に東京通建が日東通建を合併して商号変更した。

## 事業所
- 本社 東京都品川区東五反田
- 支店 長野市、名古屋市、大阪市、福岡市

## 沿革
東京通建株式会社
- 1957年8月 東京都渋谷区千駄ヶ谷4丁目714番地に東京通建株式会社創立　資本金 100万円
- 1960年3月 関西支店を開設
- 1967年3月 本社を東京都港区麻布5丁目15番19号に移転
- 1969年12月 資本金 2,400万円に増資
- 1971年7月 東北支店を開設
- 1975年5月 本社社屋ビル落成
- 1977年8月 資本金 3,600万円に増資
- 1980年6月 中四国支店を開設
- 1981年10月 東海支店を開設
- 1989年9月 払込資本金 5,400万円に増資
- 2004年3月 日本コムシス株式会社の完全子会社となる
- 2007年8月 創立50周年

日東通建株式会社
- 1959年9月 東京都港区芝田村町3丁目1番地に日東通建株式会社創立　資本金 100万円
- 1960年9月 資本金を300万に増資
- 1968年4月 資本金を1,200万円に増資
- 1971年3月 大阪出張所（後の大阪支店）を開設
- 1973年2月 資本金を3,000万円に増資
- 1990年3月 資本金を6,000万円に増資
- 1996年10月 名古屋支店を開設
- 1998年3月 埼玉県浦和市に総合センターを開設・同所に訓練センターを併設
- 2007年10月 情報部門をコムシステクノ株式会社へ事業譲渡
- 2009年3月 日本コムシス株式会社の完全子会社となる
- 2009年9月 創立50周年

コムシスモバイル株式会社
- 2012年10月 「東京通建株式会社」と「日東通建株式会社」が合併し、社名を「コムシスモバイル株式会社」に変更。同時に日本コムシス株式会社を含めたグループ内の事業再編が行われ、新会社にモバイル関連部門を集約し、ネットワーク部門はコムシスネット株式会社に事業譲渡
- 2015年4月 関西エリアの構造改革にともない、八代通信建設株式会社（現コムシスプロミネント）のモバイル事業を当社に集約
- 2016年4月 関西エリアの構造改革にともない、株式会社金沢情報通信工業を合併（吸収）[2]
- 2021年10月 九州エリアの構造改革にともない、コムシス九州エンジニアリング株式会社を合併（吸収）[3]、九州支店開設

## 営業種目
- 各種電気通信設備、電気設備及び附帯設備の設計、施工、保守
- 土木建築その他の工作物の設計、施工、保守
- 塗装並びに鋼構造物工事
- 前各号に関連する、コンサルティング業務

## 主な事業
- 携帯電話基地局建設の一貫施工工事
- マイクロ回線装置の設備工事及びマイクロ無線用各種アンテナ設置工事
- 衛星通信用アンテナ及び無線装置設置工事
- その他無線通信装置設備工事
- 無線通信設備の設計・監理
- 鉄塔塗装工事

## 建設業許可
- 国土交通大臣許可　特27第7510号
  - 土木工事業、とび・土工工事業、石工事業、鋼構造物工事業

- 国土交通大臣許可　般27第7510号
  - 電気工事業、塗装工事業、電気通信工事業

## 主な取引先
- 日本コムシス株式会社、サンワコムシスエンジニアリング株式会社　等